# Chevrainvilliers
Chevrainvilliers település Franciaországban, Seine-et-Marne megyében. Lakosainak száma 255 fő (2022. január 1.). Chevrainvilliers Larchant, Guercheville, Garentreville, Aufferville, Châtenoy, Ormesson és Saint-Pierre-lès-Nemours községekkel határos.

## Népesség
A település népességének változása:
| Lakosok száma | 221  | 225  | 237  | 242  | 250  | 251  | 255  | 254  | 255  |
|               | 2013 | 2015 | 2016 | 2017 | 2018 | 2019 | 2020 | 2021 | 2022 |